# Betty Haig
Pour les articles homonymes, voir Haig.

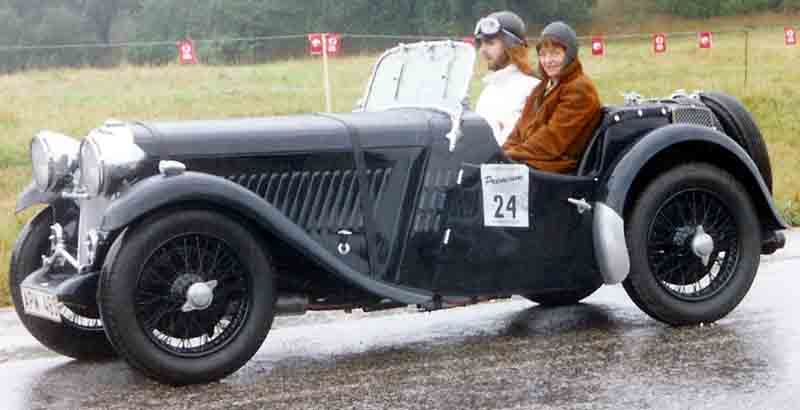
Une Singer 1½-Litre Le Mans Sport 2 places (ici de 1934).

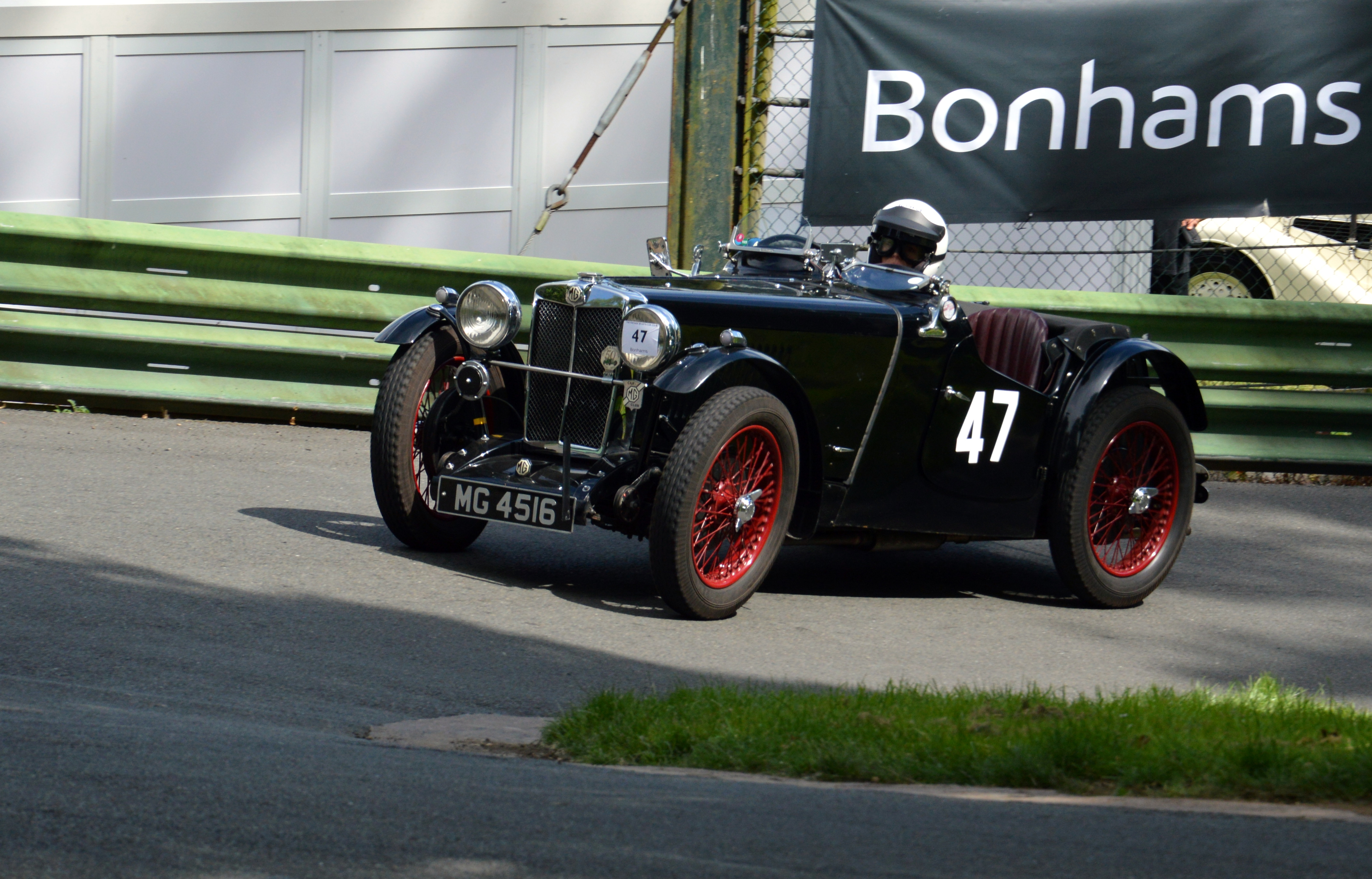
Un exemple de MGB PB (ici de 1936).

Elizabeth « Betty » Haig, née en 1906 et décédée en 1987, était une pilote automobile anglaise spécialiste de rallyes, mais aussi de courses de côte, puis de courses historiques dans son pays.

## Biographie
Betty Haig était la petite nièce du maréchal Douglas Haig. Elle posséda sa propre voiture dès l'âge de 16 ans.
Sa carrière en course s'est étalée entre 1935 et 1967.

## Palmarès
- Rallye des Jeux olympiques 1936 (copilote Barbara Marshall, sur Singer Le Mans 1500);
- Rallye Paris - Saint-Raphaël Féminin 1938 (sur MG PB, vainqueur de 1re catégorie, et intercatégories au rendement)[1];
- 2e du Rallye des Alpes françaises 1946 (vainqueur de classe 2L, et de la Coupe des Dames, sur AC)[2];
- Victoire de classe 1.5L et de la Coupe des Dames au Rallye des Alpes françaises 1949 (avec Barbara Marshall, sur MG TC);
- 3e du Rallye Paris - Saint-Raphaël Féminin 1951 (sur MG TD, avec une victoire de classe);
  - 15e des 24 Heures du Mans 1951 (sur Ferrari 166MM Coupé 2L. de l'écurie Luigi Chinetti, avec Yvonne Simon; équipage 3e de classe);
  - Participations au rallye Paris-St Raphael: 1935, 36, 37, 38, et 1951;
  - Participations au rallye Monte-Carlo: 1949 et 1950.

## Lien externe

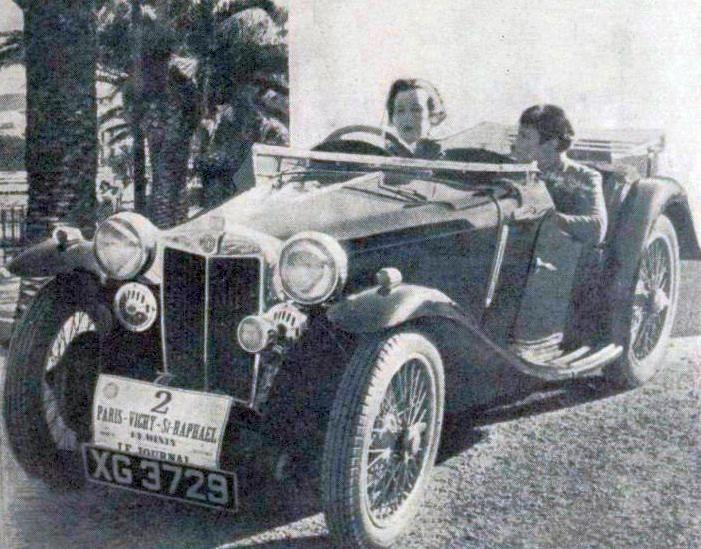
Betty Haig, victorieuse du Rallye Paris-Saint-Raphael Féminin en 1938, sur M.G. PB.